# 王锡文
王锡文（1940年代约1948年—1981年6月10日），中国民警、杀人犯 ，1980年11月17日在河北邯郸开枪打死7人，打伤12人，1981年6月10日被执行枪决。

## 生平
王锡文，32岁，汉族，文革期间任邯郸市郊春场大队革委会副主任，1972年任邯郸市郊区公安分局苏曹派出所民警。因为妻子郝金芳不执行计划生育政策，他的公社党委委员和革委会副主任职务被撤销。 
王锡文是中国共产党党员，但也是林彪和四人帮的追随者，1978年十一届三中全会后仍为之“鸣冤叫屈”，批评党和国家领导人。

## 杀人
1980年11月17日晚上，就在四人帮即将被审判的几天前，王锡文闯进副所长宋铁法和所长李庆生的办公室，撬开抽屉，偷走1支手枪、25发子弹、200元现金和300斤粮票，击碎毛泽东半身陶瓷像，并向马克思、恩格斯、列宁、 斯大林、毛泽东、周恩来和朱德的画像连续射出11发子弹。 
随后，王锡文冲进北苏曹二大队民兵武器库，偷走1挺轻机枪、8支步枪、28枚手榴弹和2700多发子弹。接下来的六小时内，王锡文在街上无差别开枪射击并投掷手榴弹，被捕前总计消耗460多发子弹和26枚手榴弹，造成7人死亡，12人受伤，其中5人重伤；打死2头猪，击毁2部电视机和1台变压器。

### 受害人
本案受害人名单如下：
- 李留柱，北苏曹二大队民兵连连长，当场死亡
- 郭会民，南苏曹供销社临时工，当场死亡
- 路英奎，峰峰矿务局黄沙矿工人，当场死亡
- 李付善，制冰厂工人，当场死亡
- 郭清选，北苏曹二大队社员，当场死亡
- 户培花，北苏曹二大队社员，当场死亡
- 杜新民，电厂工人，抢救无效死亡
- 史文远，石家庄市纺织品批发部干部，受伤
- 赵再民，电机厂工人，受伤
- 赵玉香，国棉四厂工人，受伤
- 郭付英，皮革厂工人，受伤
- 赵兴河，某公司工人，受伤
- 郭树堂，油漆厂工人，受伤
- 张梅青，北苏曹河东大队社员，受伤
- 刘维秀，邱县大马堡社员，受伤
- 徐彬功，电力修造厂工人，受伤
- 王孟荣，建材厂工人，受伤
- 李有堂，北苏曹二大队副支书，受伤
- 郭会昌，广播员，受伤

## 审判与行刑
案件在邯郸市公安局侦察结束后，于1981年1月13日被移交至邯郸检查分院。起诉于1月21日开始，但因证据不足，该案于2月20日被发还。 
经过进一步调查，此案于3月26日再次被移交至邯郸地区中级人民法院，1981年4月9日，王锡文因反革命杀人罪被判处死刑，剥夺政治权利终身。王锡文以精神问题为由提出上诉，该案于4月21日被移交至河北省高级人民法院。法院将王锡文送至保定精神病医院接受检查，未发现问题。5月9日，审判委员会决定维持原判，5月13日，案件被移交至最高人民法院核查，5月26日核准判决。 
6月10日，邯郸地、市人民法院在邯郸市体育馆联合召开五万人大会，驳回上诉，维持原判，并将王锡文当场执行死刑。